# 歐陽昌
歐陽昌（英語：Au Yeung Cheong；1956年—），香港書法家及字体设计師，被尊稱為「文字師」。他以北魏體作變體的真體字書法而著名，同時亦發明仿石紋物料發光彩。
歐陽昌在廣東顺德出生，靠自學精通各式書法。因受文化大革命影響於1970年代偷渡至香港，很快由招牌學徒升任師傅，並在1980年代於皇都戲院商場開設店舖「京華招牌」自立門戶。他的店舖在皇都戲院復修工程動工前成為釘子戶，及後被迫遷往元朗崇山新村營業。

## 經歷
歐陽昌生於1956年的中國顺德。雖然他並非出身書香世家，但他自小在黄历、佛经、字帖、銀圓等資料通宵達旦地自學書法，故此對草书、行书、篆书、楷书等均十分精通。青年時期，他已在順德街頭擺攤出售書法字及自製牛角圖章，顧客可以在刊物上挑選字體。1970年代，由於文化大革命下政府著令雕刻業停業由政府接手，他的家庭頓時變得更為貧困，故只好與兄長偷渡至英屬香港，並因對文字的興趣而去當招牌製作學徒。由於歐陽對文字早有研究，有深厚的書法技藝，故此很快掌握書法招牌製作手法，甚至用手鎅字比電腦機械還要快，因而在短時間內就升任師傅。

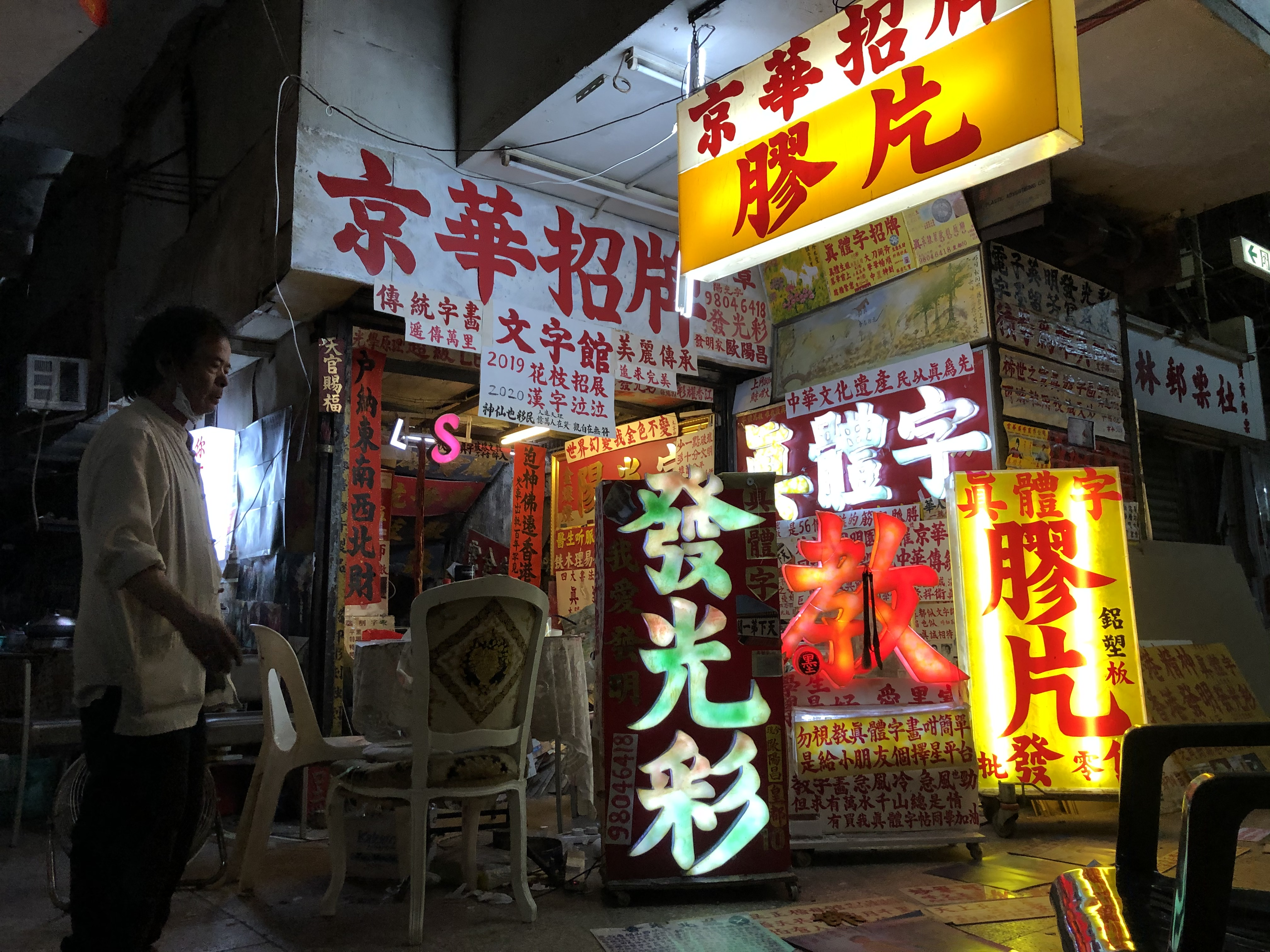
2020年7月時的歐陽昌及京華招牌

透過工作儲錢的歐陽在1980年代起在皇都戲院商場開設店舖「京華招牌」自立門戶。全盛時期有近30名員工，並在順德開設加工廠，可以承接連鎖超級市場及快餐店的招牌製作訂單，直至2020年時全港仍有過千招牌出自他手筆。與此同時，他亦勤於繼續研究書法，並發明了利用透光物料來製造仿石紋招牌，並名為發光彩。他的名聲令本為業餘書法家的王國興在參加1991年香港區議會選舉也找他寫宣傳牌。然而，他的店舖在1995年的皇都戲院四級大火中遭到重創，一批即將交收的成品被燒燬，只能出賣房產償還債務。最惡劣的時候，交了訂金的客戶及材料供應商均不停前來店舖追債，店舖亦被迫倒閉並解散所有員工，最終淨下一個舖位由自己獨力繼續招牌製作生意。
踏入21世紀，因中国大陆的招牌製作成本更低，以及招牌在電子化下形式選擇更多，香港本地的書法招牌製作的行業日漸式微。不過，歐陽仍然堅持招牌制作的業務，既因這是他唯一能掙到錢的專業，亦因他希望保留發光彩及書法傳統。在2018年開幕的大館亦慕名與他合作，利用真體字製作本地特色的招牌、路牌及平面設計，而他在2020年中曾透露轉為做本地及海外遊客生意的京華招牌營業額尚算不錯。及後，皇都戲院復修工程於2021年中動工，他被迫遷往元朗崇山新村營業。

## 創作

### 真體字
歐陽昌所書的真體字屬北魏體的變種，每劃筆觸均重頓有力，筆峰相連下字形結構非常緊密。他將真體字形容為「楷书之母」，並因著重每字的細節而常以「鮮蝦及蝦米」來比喻真體字和正楷書的關係。雖然他為唯一以真體字聞名的書法家，但他強調真體字不是他發明，而是楷书中最為莊重及尊貴的字體，因此在祭壇及宗教儀式上均會看到必然使用真體字。

### 發光彩
歐陽昌利用透光彩物料製造招牌，物料塗上膠片時，即使未通電源已有玉石紋路，而接通電源後則會因光線而變得晶螢剔透。由於發光彩招牌比真玉石便宜得多，而且亦可抵受日曬雨淋的影響，曾頗受本地中菜館歡迎。

### 電子化
歐陽昌由寫字、製版及安裝均堅持人手製作，雖然曾經打算使用電腦取代，但認為電腦字配鐳射機與人手手寫字及鎅字在招牌制作上有明顯差別，在電腦上製作的字形經過處理後大多不符合原有字形標準，尤其筆劃中的鉤及點情況更為嚴重。不過，他由於擔心真體字失傳，已開始邀請公眾人士為他的作品及字帖製成電子檔案儲存，令早已流傳坊間的字形不至於散失。